# AIR Charts
De AIR Charts is een hitlijst in Australië, van de bestverkopende singles van onafhankelijke platenlabels. De lijst wordt wekelijks samengesteld door de Australian Independent Record Labels Association. De eerste lijst dateert uit 2000. Het John Butler Trio heeft het langst op #1 gestaan, met verscheidene nummers.